# El extranjero
El extranjero (en francés: L'Étranger) es una novela publicada en 1942, la primera del escritor francés Albert Camus. El extranjero suele asociarse a la filosofía del absurdo, a la psicología y al existencialismo, aunque Camus siempre se distanció de esta última etiqueta. El protagonista, Meursault, es un francés argelino indiferente a la realidad que le rodea por resultarle absurda e inabordable, por lo cual se constituye en un «extranjero» dentro de lo que debería ser su propio entorno.

## Argumento
El protagonista, el señor Meursault, jamás se manifestará contra su ajusticiamiento ni mostrará sentimiento alguno de injusticia, arrepentimiento o lástima. La pasividad y el escepticismo frente a todo y todos recorre el comportamiento del protagonista: un sentido apático de la existencia y aun de la propia muerte.

## Análisis
La obra de Camus advierte sobre el hombre que está siendo creado. Es una denuncia frente a una sociedad que olvida al individuo. Fue premonitorio respecto al ciudadano occidental que se encontrará la sociedad tras la II Guerra Mundial.
Camus escribió una obra provocativa en cuyo trasfondo aparece el rostro desgarrado de una Europa herida y violentada por dos guerras mundiales. Pintó una historia gris donde el paisaje está oscurecido por la extirpación de cualquier pasión o voluntad del hombre.
Meursault es el personaje que encarna ese sentimiento de profunda apatía por todo lo que le rodea haciéndose de manera más ostensible en la actitud ante la muerte de su madre, 

…pensé que, al fin y al cabo, era un domingo más, que mamá estaba ahora enterrada, que iba a volver a mi trabajo y que después de todo, nada había cambiado…

Meursault personifica la carencia de valores del hombre, degradado por el absurdo de su propio destino, ni el matrimonio, ni la amistad, ni la superación personal, ni la muerte de una madre... nada tenía la suficiente importancia ya que la angustia existencial de este antihéroe inundaba todo su ser.
Así su ateísmo estaba justificado, la vida no tenía ningún sentido fuera de uno mismo, la confianza en fuerzas externas a él mismo le producía una sensación de caída hacia el abismo de lo incierto.
La búsqueda de la felicidad no se hallaba en esa religión, ni en la confianza en una sociedad cuyos mecanismos y leyes son desconocidos al individuo, sino en uno mismo, en la seguridad de la propia existencia, en la conciencia de ser y cuyo fin es el mismo conocimiento del ser. 

…ninguna de sus certidumbres valía más que un cabello de mujer […] yo parecía tener las manos vacías. Pero yo estaba seguro de mí, seguro de todo, más seguro que él, seguro de mi vida y de esa muerte que iba a llegar. Si era lo único que tenía…

Meursault se transforma así en un extranjero que juzga y remueve los fantasmas de una sociedad angustiada, cuya moral, carente de sentido, regula la vida de un todo social. Esa moral que condena a muerte de igual manera a un hombre que no llora la muerte de una madre que a un asesino, esa muerte que resulta ser la única opción posible para consumar la búsqueda de la propia existencia. 

En nuestra sociedad, un hombre que no llora en el funeral de su propia madre corre el peligro de ser sentenciado a muerte…

## Curiosidades
En 1967, fue adaptada al cine por Luchino Visconti y protagonizada por Marcello Mastroianni. El grupo inglés The Cure se inspiró en el libro para componer la canción «Killing an Arab».